# North Perrott
North Perrott est une paroisse civile et un village du Somerset, en Angleterre.